# Tetracystaceae
Tetracystaceae, manji rod zelenih algi u razredu Chlorophyceae. Sastoji se od dva roda sa svega tri vrste

## Rodovi
1. Axilosphaera E.R.Cox & T.R.Deason
2. Heterotetracystis E.R.Cox & T.R.Deason